# حسین‌آباد سیاه‌آب
روستای حسین‌آباد که از توابع شهرستان اسلامشهر است. موقعیت جغرافیایی آن از طرف شمال به اسلامشهر، از طرف شرق به شهرک واوان، از طرف جنوب به صالح آباد و از طرف غرب به گلستان متصل است. این روستا از سه طرف به زمین‌های کشاورزی و از جنوب به واسطه یک دره به صالح آباد متصل گردیده‌است. این روستا دارای بافت شهری بوده و ساختمان‌های آن به سبک شهرک ساخته شده و حدود۹۰٪ ساختمان‌ها نوساز می‌باشد.